# 세이조 대학 (도쿄도)

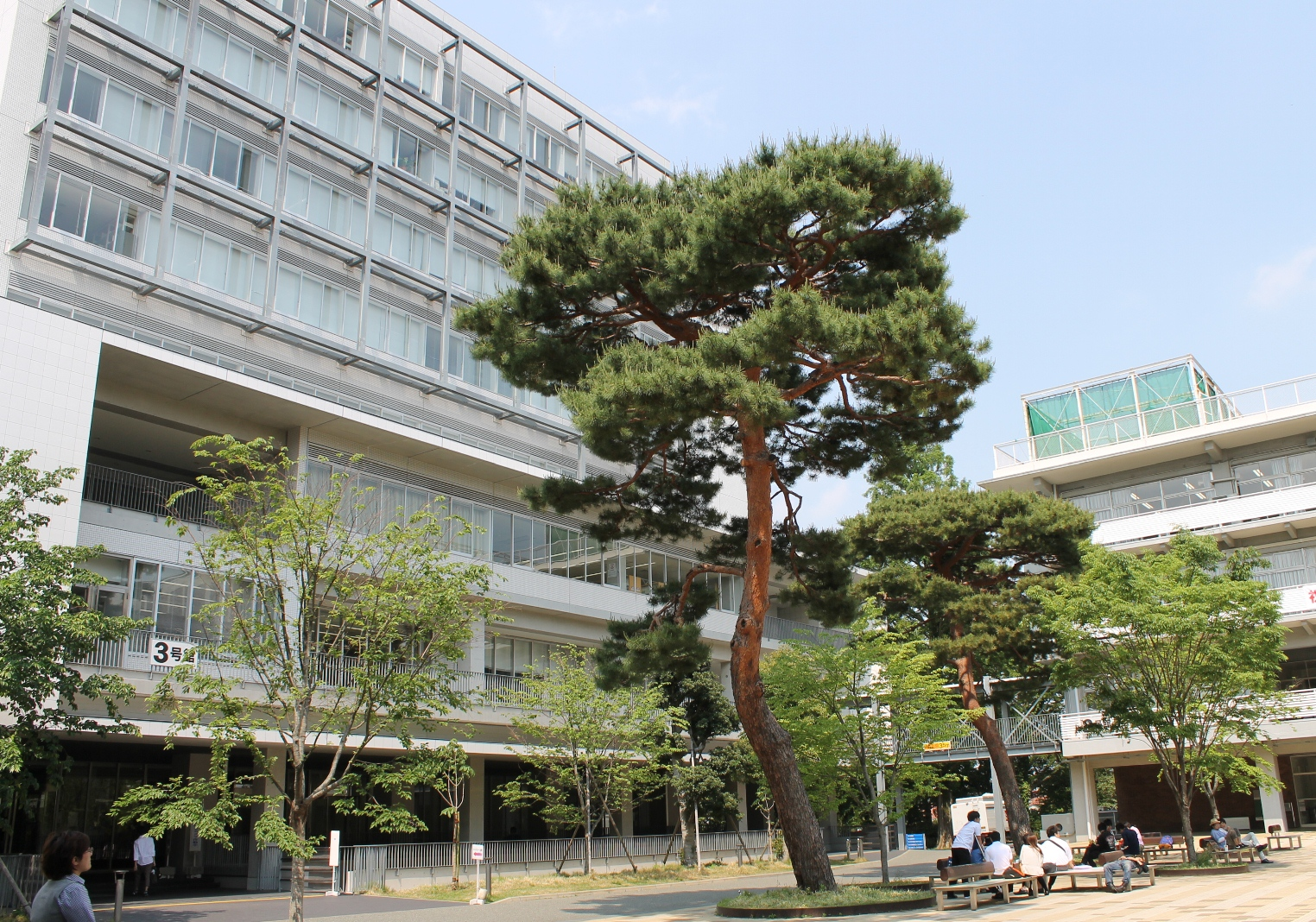
세이조 대학

세이조 대학(일본어: 成城大学)은 일본 도쿄도 세타가야구 세이조에 소재한 일본의 사립 대학이다. 1950년에 설립되었다.